# Buffalo Grill
Buffalo Grill is een restaurantketen met hoofdvestiging in Frankrijk en had in 2020 zo'n 360 restaurants in Europa. De meeste van deze restaurants staan in Frankrijk, maar ook in Luxemburg, België, Spanje en Zwitserland zijn er Buffalo Grills te vinden. Buffalo Grill serveert voornamelijk gegrild vlees.
Op 4 juni 2007 werd er gemeld dat circa 15% van de werknemers van Buffalo Grill buitenlands was. Een groot aantal van deze werknemers waren illegale immigranten.
In september 2020 nam Buffalo Grill 237 van de 279 restaurants over van de restaurantketen Courtepaille, nadat de keten in de problemen was geraakt als gevolg van de Covid-19-uitbraak. Deze restaurants blijven onder de naam Courtepaille opereren.